# 호앙반타이
호앙반타이(베트남어: Hoàng Văn Thái, 1915년 5월 1일 ~ 1986년 7월 2일)은 베트남의 독립운동가이자, 공산주의 정치인이다.

## 어린 시절
타이빈 성에서 7남매 중 세 번째로 태어난 호앙 반 타이는 프랑스-베트남 식민 초등학교를 졸업했으나, 가난했던 집안 사정으로 인해 추가적인 교육 과정을 밟지 못 하였다. 15세에 그는 베트남 해방과 공산주의 운동에 대한 관심을 갖게 되었다. 18세에 꽝닌성의 광산에서 일한 그는 고용주의 착취에 대항하는 노동 운동에 참가하였으며, 1936년 고향에 돌아왔다.

## 독립 운동
1938년 인도차이나 공산당에 입당하였다. 베트남 독립동맹회가 결성한 이후 자금 조달을 위한 요원으로 일하였고, 프랑스 식민 정부의 경찰이 지속적으로 추적하자, 이를 피하기 위해 중국 지역으로 망명하였다. 그는 구이린시에서 군관학교를 졸업한 후 1944년 베트남으로 다시 돌아왔다. 베트남 인민군의 참모총장이 되었다. 이후 그는 1954년 디엔비엔푸 전투에서 활약했다.
분단 후 1960년 남베트남으로 파견되어, 남베트남 내 민족주의자, 반제국주의자 인사들과 함께 남베트남 민족해방전선(베트콩)을 창설했다. 그는 베트남 전쟁 기간에 점령한 지역 내에서 무상몰수·무상분배에 기반한 토지 분배를 실시하였으며, 농민과 빈곤층을 해방전선의 주요 지지 세력으로 이끄는데 성공하였다. 그는 베트남 전쟁이 끝날 때까지 베트콩의 최고사령관이자 남베트남 임시 혁명정부의 주석을 지냈으며, 해방전선의 지도자로 있으면서 포로 학대와 민간인 학살을 포함한 전쟁 범죄를 철저히 엄금하는 동시에 자신의 삶을 절제하고, 신속한 규율 집행을 함으로써 해방전선을 미국에 대항할 수 있는 거대 군사 집단으로 성장시켰다.
베트남 통일 후에도 베트남 정부의 군관련 고위직을 거쳤으며, 1986년에 사망했다. 현재 그의 자녀들은 베트남 인민군의 고위 장교로 재직 중이다.